# アレクサ・グラッソ
アレクサ・グラッソ（Alexa Grasso、1993年8月9日 - ）は、メキシコの女性総合格闘家。ハリスコ州グアダラハラ出身。ロボジム所属。元UFC世界女子フライ級王者。UFC世界女子フライ級ランキング3位。UFC女子パウンド・フォー・パウンド・ランキング7位。メキシコ人女性初のUFC世界王者。

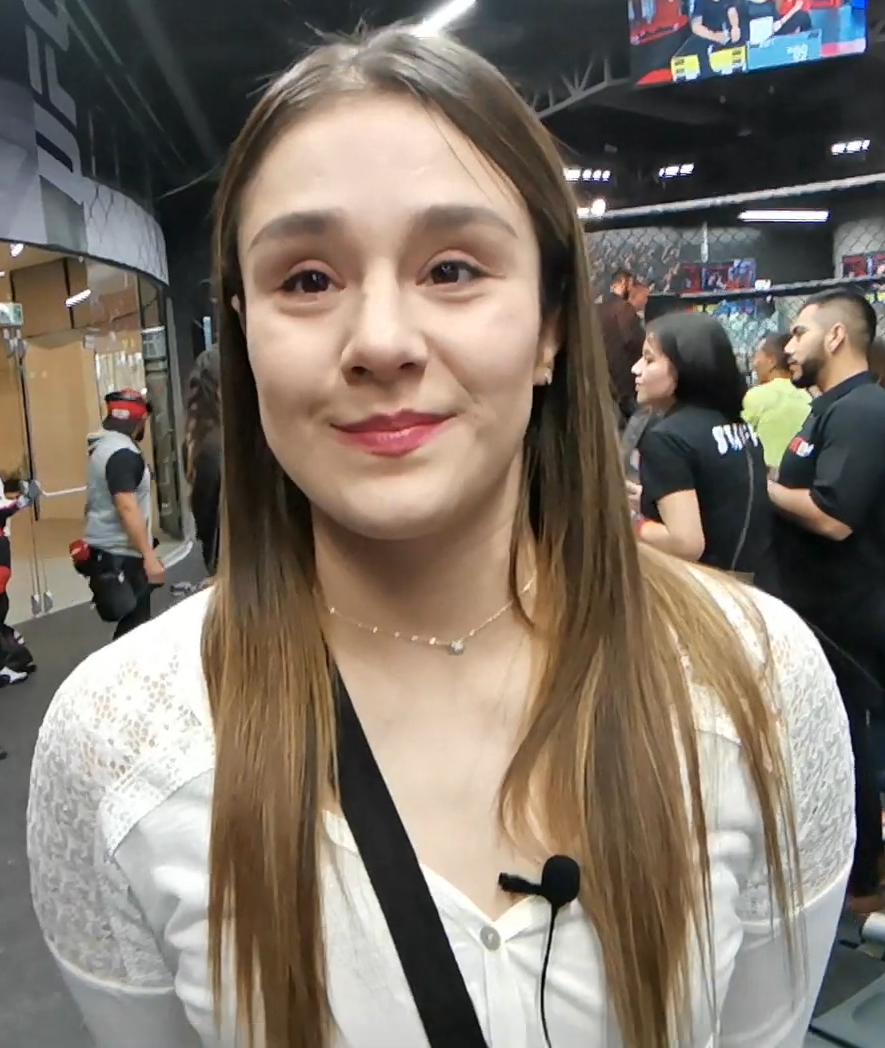
2020年

## 来歴
父親や叔父の影響で幼い頃から格闘技に親しみ、2012年に19歳でプロ総合格闘技デビューをした。

### Invicta FC
2013年9月6日、Invicta FC初出場となったInvicta FC 8でアシュリー・カミンズと対戦し、3-0の判定勝ち。
2015年2月27日、Invicta FC 11で魅津希と対戦し、3-0の判定勝ち。ファイト・オブ・ザ・ナイトを受賞した。
2016年7月29日、Invicta FC 18でジョディ・エスキベルと対戦し、3-0の判定勝ち。パフォーマンス・オブ・ザ・ナイトを受賞した。

### UFC
2016年11月5日、UFC初出場となったUFC Fight Night: dos Anjos vs. Fergusonでヘザー・ジョー・クラークと対戦し、3-0の判定勝ち。
2017年2月4日、UFC Fight Night: Bermudez vs. Korean Zombieでフェリス・ヘリッグと対戦し、0-3の判定負け。キャリア初黒星を喫した。
2017年8月5日、UFC Fight Night: Pettis vs. Morenoで女子ストロー級ランキング9位のランダ・マルコスと対戦し、2-1の判定勝ち。この試合はグラッソの体重超過により119ポンド（53.9kg）のキャッチウェイトで行われ、ファイトマネーの20％がマルコスに譲渡された。
2018年5月19日、UFC Fight Night: Maia vs. Usmanで女子ストロー級ランキング12位のタチアナ・スアレスと対戦し、リアネキドチョークで1R一本負け。
2019年6月8日、UFC 238で女子ストロー級ランキング10位のカロリーナ・コバケビッチと対戦し、3-0の判定勝ち。
2019年9月21日、UFC Fight Night: Rodríguez vs. Stephensで女子ストロー級ランキング8位のカーラ・エスパルザと対戦し、0-2の判定負け。敗れはしたものの、ファイト・オブ・ザ・ナイトを受賞した。
2020年8月29日、フライ級転向初戦となったUFC Fight Night: Smith vs. Rakićで女子フライ級ランキング14位のキム・ジヨンと対戦し、3-0の判定勝ち。
2021年2月13日、UFC 258で女子フライ級ランキング10位のメイシー・バーバーと対戦し、3-0の判定勝ち。
2022年3月26日、UFC on ESPN: Blaydes vs. Daukausで女子フライ級ランキング7位のジョアン・ウッドと対戦し、リアネイキドチョークで1R一本勝ち。
2022年10月15日、UFC Fight Night: Grasso vs. Araújoで女子フライ級ランキング6位のビビアン・アラウジョと対戦し、3-0の5R判定勝ち。

#### UFC世界王座獲得
2023年3月4日、UFC 285のUFC世界女子フライ級タイトルマッチで王者ヴァレンティーナ・シェフチェンコに挑戦。試合前のオッズでは7倍対1.1倍で圧倒的不利と目されていたが、4R終盤にスピニングバックキックを外したシェフチェンコからすかさずバックを奪い、そのままネッククランクで下馬表を覆す一本勝ち。メキシコ人女性初のUFC王者となり、パフォーマンス・オブ・ザ・ナイトを受賞した。
2023年9月16日、UFC Fight Night: Grasso vs. Shevchenko 2のUFC世界女子フライ級タイトルマッチで女子フライ級ランキング1位の挑戦者ヴァレンティーナ・シェフチェンコと再戦。2Rに右ストレートでダウンを奪い、フルラウンドにわたり激闘を繰り広げ1-1（48–47、47–48、47–47）の5R判定ドローで、王座の初防衛に成功した。しかし、ダナ・ホワイトCEOは5ラウンドをグラッソの10-8と採点したジャッジを厳しく批判し、再戦を組むことを明言した。また、試合を管轄したネバダ州アスレチック・コミッションもこの事態を重く見てジャッジに対して総合格闘技において10-8と採点する基準を学習する講習会を開いた。

#### 世界王座陥落
2024年9月14日、UFC 306のUFC世界女子フライ級タイトルマッチで女子フライ級ランキング1位の挑戦者ヴァレンティーナ・シェフチェンコとラバーマッチを行い、0-3の5R判定負け。王座から陥落し、シェフチェンコとの戦績を1勝1敗1分とした。

## 戦績
| 総合格闘技 戦績 | 総合格闘技 戦績 | 総合格闘技 戦績 | 総合格闘技 戦績 | 総合格闘技 戦績 | 総合格闘技 戦績 | 総合格闘技 戦績 |
| --------------- | --------------- | --------------- | --------------- | --------------- | --------------- | --------------- |
| 22 試合         | (T)KO           | 一本            | 判定            | その他          | 引き分け        | 無効試合        |
| 16 勝           | 4               | 2               | 10              | 0               | 1               | 0               |
| 5 敗            | 0               | 1               | 4               | 0               | 1               | 0               |

| 勝敗 | 対戦相手                         | 試合結果                                  | 大会名                                                                         | 開催年月日     |
| ×    | ナタリア・シウバ                 | 5分3R終了 判定0-3                         | UFC 315: Muhammad vs. Della Maddalena                                          | 2025年5月10日  |
| ×    | ヴァレンティーナ・シェフチェンコ | 5分5R終了 判定0-3                         | UFC 306: O'Malley vs. Dvalishvili 【UFC世界女子フライ級タイトルマッチ】        | 2024年9月14日  |
| △    | ヴァレンティーナ・シェフチェンコ | 5分5R終了 判定1-1                         | UFC Fight Night: Grasso vs. Shevchenko 2 【UFC世界女子フライ級タイトルマッチ】 | 2023年9月16日  |
| ○    | ヴァレンティーナ・シェフチェンコ | 4R 4:34 ネッククランク                    | UFC 285: Jones vs. Gane 【UFC世界女子フライ級タイトルマッチ】                  | 2023年3月4日   |
| ○    | ビビアン・アラウジョ             | 5分5R終了 判定3-0                         | UFC Fight Night: Grasso vs. Araújo                                             | 2022年10月15日 |
| ○    | ジョアン・ウッド                 | 1R 3:57 リアネイキドチョーク              | UFC on ESPN 33: Blaydes vs. Daukaus                                            | 2022年3月26日  |
| ○    | メイシー・バーバー               | 5分3R終了 判定3-0                         | UFC 258: Usman vs. Burns                                                       | 2021年2月13日  |
| ○    | キム・ジヨン                     | 5分3R終了 判定3-0                         | UFC Fight Night: Smith vs. Rakić                                               | 2020年8月29日  |
| ×    | カーラ・エスパルザ               | 5分3R終了 判定0-2                         | UFC Fight Night: Rodríguez vs. Stephens                                        | 2019年9月21日  |
| ○    | カロリーナ・コバケビッチ         | 5分3R終了 判定3-0                         | UFC 238: Cejudo vs. Moraes                                                     | 2019年6月8日   |
| ×    | タチアナ・スアレス               | 1R 2:44 リアネイキドチョーク              | UFC Fight Night: Maia vs. Usman                                                | 2018年5月19日  |
| ○    | ランダ・マルコス                 | 5分3R終了 判定2-1                         | UFC Fight Night: Pettis vs. Moreno                                             | 2017年8月5日   |
| ×    | フェリス・ヘリッグ               | 5分3R終了 判定0-3                         | UFC Fight Night: Bermudez vs. Korean Zombie                                    | 2017年2月4日   |
| ○    | ヘザー・ジョー・クラーク         | 5分3R終了 判定3-0                         | UFC Fight Night: dos Anjos vs. Ferguson                                        | 2016年11月5日  |
| ○    | ジョディ・エスキベル             | 5分3R終了 判定3-0                         | Invicta FC 18: Grasso vs. Esquibel                                             | 2016年7月29日  |
| ○    | 魅津希                           | 5分3R終了 判定3-0                         | Invicta FC 11: Cyborg vs. Tweet                                                | 2015年2月27日  |
| ○    | アリダ・グレイ                   | 1R 1:47 TKO（左フック→パウンド）          | Invicta FC 10: Waterson vs. Tiburcio                                           | 2014年12月5日  |
| ○    | アシュリー・カミンズ             | 5分3R終了 判定3-0                         | Invicta FC 8: Waterson vs. Tamada                                              | 2014年9月6日   |
| ○    | カリーナ・ロドリゲス             | 3分3R終了 判定3-0                         | Xtreme Kombat 20                                                               | 2013年8月31日  |
| ○    | アレハンドラ・アルバレス         | 1R 0:36 TKO（スタンドパンチ＆膝蹴り連打） | Xtreme Kombat 20                                                               | 2013年8月31日  |
| ○    | ルピタ・エルナンデス             | 1R 0:12 KO（パンチ）                      | Fight Hard Championship 3                                                      | 2013年5月11日  |
| ○    | サンドラ・デル・リンコン         | 1R 0:15 KO（パンチ）                      | GEX: Old Jack's Fight Night                                                    | 2012年12月19日 |

## 獲得タイトル
- 第3代UFC世界女子フライ級王座（2023年）

## 表彰
- UFC ファイト・オブ・ザ・ナイト（1回）
- UFC パフォーマンス・オブ・ザ・ナイト（1回）
- Invicta FC ファイト・オブ・ザ・ナイト（1回）
- Invicta FC パフォーマンス・オブ・ザ・ナイト（1回）